# American Ornithologists' Union

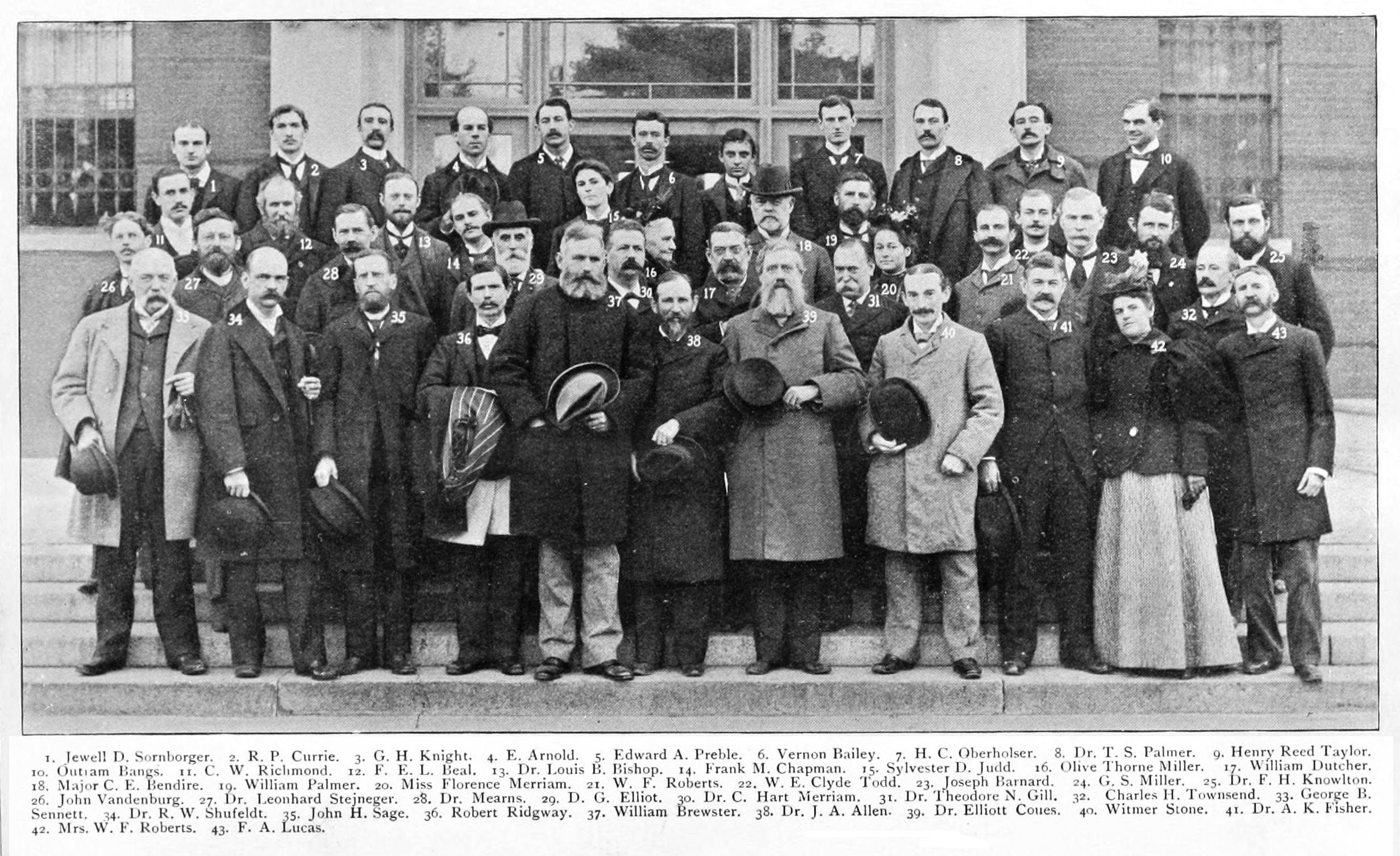
Partecipanti al 13 ° congresso AOS

La American Ornithologists' Union (AOU) è un'organizzazione ornitologica statunitense fondata nel 1883 da un triumvirato composto da Elliott Coues, Joel Asaph Allen e William Brewster.
Si differenzia dalla National Audubon Society principalmente per la presenza fra le sue file di una maggioranza di ornitologi professionisti, piuttosto che di semplici appassionati.
L'associazione cominciò a stampare il proprio giornale, intitolato The Auk, a partire dal gennaio del 1884: altre importanti pubblicazioni dell'associazione sono la AOU Checklist of North American Birds, importante punto di riferimento per gli ornitologi nordamericani, e la serie di monografie intitolata Ornithological Monographs.
La AOU è inoltre a capo della South American Classification Committee (SACC), organizzazione analoga operante in America Meridionale con lo scopo di classificare l'avifauna locale con nomi standardizzati in lingua inglese.